# Herculez Gomez
Herculez Gomez Hurtado, född 6 april 1982, är en amerikansk före detta fotbollsspelare. Under sin karriär spelade han bland annat för Seattle Sounders i Major League Soccer (MLS).